# Хидака (Сайтама)
Хида́ка (яп. 日高市 Хидака-си) — город в Японии, находящийся в префектуре Сайтама. Площадь города составляет 47,48 км², население — 57 029 человек (1 августа 2014), плотность населения — 1201,12 чел./км².

## Географическое положение
Город расположен на острове Хонсю в префектуре Сайтама региона Канто. С ним граничат города Саяма, Кавагоэ, Цуругасима, Сакадо, Ханно и посёлок Морояма.

## Население
Население города составляет 57 029 человек (1 августа 2014), а плотность — 1201,12 чел./км². Изменение численности населения с 1980 по 2005 годы:
| 1980 | 43 219 чел. |  |
| 1985 | 48 227 чел. |  |
| 1990 | 53 169 чел. |  |
| 1995 | 54 884 чел. |  |
| 2000 | 53 758 чел. |  |
| 2005 | 53 619 чел. |  |

## Символика
Деревом города считается османтус, цветком — леспедеца, птицей — обыкновенный зимородок.

## Города-побратимы
- Осан, Республика Корея (1996)